# Marrakech〜マラケッシュ〜
「Marrakech〜マラケッシュ〜」は、1988年4月14日にCBS・ソニーからリリースされた松田聖子の25枚目のシングル。
規格品番:07SH-3040（EP盤）・10EH-3040（8センチCD）・10WH-3040（コンパクトカセット）

## 解説
マラケッシュ（マラケシュ）はアフリカ・モロッコの都市である。
アルバム「Citron」をプロデュースするデイヴィッド・フォスターらが手掛けた楽曲で、それまでの松田の楽曲とは趣の異なる作品となっている。作曲は1985年シングル「DANCING SHOES」を手掛けたSteve Kipner&Paul Blissが再び起用された。
本曲で同年の「第39回NHK紅白歌合戦」に出場している。
B面の「No.1」はカナダのア・カペラグループ「The Nylons（ザ・ナイロンズ）」がコーラスで参加している。
レコード・8cmCD・コンパクトカセットが同時発売されている。
TBS系「ザ・ベストテン」では、初登場で4位のランク時に一度だけ出演。なお、次作の「旅立ちはフリージア」では、ランクインしながらも一切出演する事なくそのまま番組が終了したため、レギュラー放送では同曲が最後の出演となった。
2004年に紙ジャケット仕様・完全生産限定盤12cmCDとして再リリースされている。

## 収録曲
全作詞：松本隆
1. Marrakech〜マラケッシュ〜（3分57秒）
  - 作曲：Steve Kipner,Paul Bliss
  - 編曲：Steve Kipner,Paul Bliss,David Foster
2. No.1（3分00秒）
  - 作曲・編曲：Paul Cooper,David Foster

## 関連作品
- Marrakech～マラケッシュ～
  - Citron(Album Version)
  - Seiko Monument
  - Bible III(Album Version)
  - Complete Bible
  - SEIKO SUITE
  - Premium Diamond Bible
  - Diamond Bible
  - SEIKO STORY〜80's HITS COLLECTION〜
  - Seiko Matsuda Hit Collection Vol.2
  - Seiko Matsuda Sweet Days
- No.1
  - Complete Bible
  - Touch Me, Seiko II
  - Seiko Matsuda Sweet Days
- No.1 （Album Version）
  - Citron